# Pucov (potok)
Potok Pucov je levostranným přítokem Oravy, celý tok se nachází na území okresu Dolný Kubín.
Pramení v Oravské vrchovině na severovýchodním úpatí kopce Ostrý a po 9,4 km se za obcí Medzibrodie nad Oravou vlévá do Oravy.